# Zeke Zettner
Thomas „Zeke“ Zettner (21. září 1948 – 10. listopadu 1973) byl členem rockové kapely The Stooges, ve které nahradil basového kytaristu Dave Alexandera, který měl problémy s alkoholem. Iggy Pop napsal píseň "Dum Dum Boys" z alba The Idiot, ve které jeho smrt připomíná.

## Smrt
Zettner byl závislý na heroinu, a moc dlouho jako člen The Stooges nebyl, zemřel 10. listopadu 1973 na předávkování heroinem, ve skupině ho nahradil Jimmy Recca.